# Big Brother Recordings
Pour les articles homonymes, voir Big Brother (homonymie).
Big Brother Recordings est le label du groupe de rock anglais Oasis, il édite leurs disques au Royaume-Uni et en Irlande depuis 2000. Le premier enregistrement à être sorti sur ce label est le single Go Let It Out.